# Набис
На́бис (др.-греч. Νάβις) — один из последних царей (тиранов) Спарты, правивший в 207 до н. э. — 192 до н. э., сын Дамарта. Последний в ряду спартанских социальных реформаторов (Агис IV, Клеомен III, Маханид).

## Приход к власти
После поражения Спарты в Клеоменовой войне (229—222 до н. э.) в городе не осталось граждан царского происхождения, которые могли бы занять трон. После недолгого правления Ликурга власть была отдана малолетнему Пелопу, регентами которого выступали Маханид (до его смерти в битве при Мантинее в 207 до н. э. против ахейцев) и Набис.
Однако примерно с 206 до н. э. Набис постепенно прибрал к рукам царскую власть в Спарте. В 200 до н. э. Набис окончательно сверг Пелопа и принял верховную власть в стране, заявив, что является потомком Демарата и принадлежит к царской ветви Эврипонтидов. Отчеканенные Набисом монеты титулуют его царём (василевсом), но Полибий и Тит Ливий используют в его отношении только определение тиран.

## Социальные реформы
Как и его предшественник Маханид, Набис принадлежал к сторонникам радикальных реформ, начатых ещё Агисом IV и Клеоменом III, и продолжал преобразования с ещё большей энергией. Реформы включали предоставление прав подданным Спарты (включая периэков), освобождение нескольких тысяч илотов и изгнание олигархов. Земли крупных землевладельцев были конфискованы и перераспределены между безземельными спартиатами и илотами, которые были включены в состав граждан. Впрочем, Тит Ливий указывает, что институт илотов сохранялся, так как Набис представлял свои преобразования как возвращение к изначальному законодательству Ликурга. Последнее следует, в частности, из слов Набиса, обращённых к римскому полководцу Титу Квинкцию Фламинину: «Не судите о том, что делается в Лакедемоне, по вашим обычаям и законам… У вас по цензу набирают конников, по цензу — пехотинцев, и вы считаете правильным, что кто богаче, тот и командует, а простой народ подчиняется. Наш же законодатель, напротив, не хотел, чтобы государство стало достоянием немногих, тех, что у вас зовутся сенатом, не хотел, чтобы одно или другое сословие первенствовало в государстве: он стремился уравнять людей в достоянии и положении и тем дать отечеству больше защитников».
Набис перебил последних потомков двух спартанских царских династий, ввиду чего древние источники, особенно Полибий и Тит Ливий, изображают его как кровожадного правителя, власть которого держалась только на силе террора. Особенно резко настроен против него сторонник Ахейского союза и враг Набиса Полибий: «Тиран лакедемонян Набис… озабочен был единственно основанием и упрочением жестокой тирании на долгие времена. Для этого Набис вконец истребил уцелевших противников своей власти в Спарте, изгнал граждан, выдававшихся больше богатством, нежели славным происхождением, а имущество их и жен роздал влиятельнейшим людям из числа врагов их и своим наемникам. Это были убийцы, грабители, воры, обманщики». Античная аристократическая историография даже приписывала Набису установку автоматической пыточной машины в виде женской фигуры (называемой по имени его жены, также принимавшей участие в управлении государством, «Апегой Набиса»), при помощи которой он якобы вымогал пожертвования у зажиточных горожан:

Он же велел изготовить следующую машину, если только позволительно называть машиною такой снаряд. Это была роскошно одетая фигура женщины, лицом замечательно похожая на супругу Набиса. Вызывая к себе того или другого гражданина с целью выжать у него деньги, Набис долгое время мирно уговаривал его, намекая на опасности от ахеян, угрожающие стране и городу, указывая на большое число наемников, содержимых ради благополучия же граждан, напоминая о расходах, идущих на чествование божеств и на государственные нужды, если вызванный гражданин поддавался внушениям, тиран этим и довольствовался. Если же кто начинал уверять, что денег у него нет, и отклонял требование тирана, Набис говорил ему примерно так: «Кажется, я не умею убедить тебя; полагаю, однако, что моя Апега тебя убедит». Так называлась супруга Набиса. Чуть он только произносил эти слова, как являлось упомянутое выше изображение. Взяв супругу за руку, Набис поднимал её с кресла, жена заключала непокорного в свои объятия, который вплотную прижимался к её груди. Плечи и руки этой женщины, равно как и груди, были усеяны железными гвоздями, которые прикрывались платьем. Всякий раз, как тиран упирался руками в спину женщины, и потом при помощи особого снаряда мало-помалу притягивал несчастного и плотно прижимал к груди женщины, истязуемый испускал крики страдания. Так Набис погубил многих, отказывавших ему в деньгах.— 
Напротив, по оценке английского историка Перри Андерсона, реформы Набиса представляют собой «наиболее последовательную и далеко идущую программу революционных мер, когда-либо озвученную в античную эпоху». В любом случае, благодаря своим реформам Набис добился увеличения численности армии в дополнение к многочисленным наёмникам.

## Внешняя политика
Набис продолжал внешнюю политику, начатую ещё Клеоменом и Маханидом. Он выступал противником Ахейского союза и Македонии в союзе с Этолийским союзом, Элидой и Мессенией. Эта политика привела его к союзу с Римом во время Первой Македонской войны.
В последующие годы Набис начал агрессивную политику, направленную на завоевание городов Лаконики и Мессении. В 204 до н. э. он неудачно напал на Мегалополь. Совместно с союзниками-критянами (называемыми Полибием «критскими пиратами») Набис начал создавать спартанский флот и впервые в истории Спарты окружил город, ранее полагавшийся исключительно на боевые качества своих гоплитов, укреплениями.
В 201 до н. э. Набис вторгся в Мессению, чтобы восстановить контроль Спарты над этим регионом, утраченный в IV в. до н. э. Мессения склонялась к союзу со Спартой до вмешательства Филопемена. Потерпев поражение у Тегеи, Набис временно приостановил свою экспансионистскую политику.
Набис представлял собой серьёзную угрозу Ахейскому союзу. Подвергавшиеся постоянным атакам со стороны Спарты, ахейцы уже не могли рассчитывать на помощь Македонии, что и предопределило их переход на сторону Рима в начавшейся в 200 до н. э. Второй Македонской войне. В ходе этой войны Филипп V Македонский передал контроль над Аргосом Набису, где тот правил как царь и провёл земельную реформу.

## Лаконская война
Прецедент с осуществлением Набисом передела земель в занятом им Аргосе вызвал у богатой верхушки полисов Ахейского союза сильные опасения страх перед распространением социальных реформ по всему Пелопоннесу. По окончании Второй Македонской войны на стороне ахейцев, объявивших войну Набису, выступил находившийся в Греции римский проконсул Тит Квинкций Фламинин с армией. Действия Фламинина были совершены под предлогом «освобождения городов», что включало, в частности, требование возвращения Аргоса Ахейскому союзу, несмотря на то, что Рим де-факто признал Набиса новым правителем этого полиса. Набис пытался апеллировать к соглашению о дружбе с Римом, но был вынужден вступить в боевые действия. Основные войска римлян и союзников осадили Спарту, а силы Луция Квинкция, брата их командующего, овладели штурмом главным морским портом Лаконики — Гитием. В результате заключения мира в 195 до н. э. Набис потерял Аргос, порт Гитий и некоторые критские города, а также обязался выдать перебежчиков и пленных. Его власть была ограничена собственно территорией Спарты .

## Последние годы правления
Хотя территория Спарты теперь заключала только сам город и его непосредственные окрестности, Набис всё ещё надеялся возвратить свою прежнюю власть. В 192 до н. э., видя, что римляне и их ахейские союзники были отвлечены войной с сирийским царём Антиохом III и Этолийским союзом, Набис попытался возвратить Гитий и береговую линию Лаконики. В начале войны Набису сопутствовал успех: после осады он захватил порт и одержал победу над ахейцами в незначительном военно-морском сражении.
Однако вскоре его армия была разбита при Гитие ахейским стратегом Филопеменом и заперта в пределах Спарты. После разорения окружающей сельской местности Филопемен возвратился домой. Набис обратился за помощью к Этолийскому союзу для защиты своей территории от ахейцев и римлян.
Этолийцы послали тысячу человек пехоты и триста конницы к Спарте под командованием Алексамена. Однако этолийское «подкрепление» предательски убило Набиса во время учений его армии за пределами города. Этолийцы попытались захватить Спарту, но им помешало восстание спартанцев, которые полностью истребили этолийский отряд.
Ахейцы, использовав в своих интересах возникший хаос, отправили в Спарту Филопемена с большой армией, который заставил спартанцев присоединяться к Ахейскому союзу и окончательно упразднил в ней царскую власть.